# Geocythere gyralea
Geocythere gyralea är en kräftdjursart som beskrevs av C. W. Hart 1965. Geocythere gyralea ingår i släktet Geocythere och familjen Entocytheridae. Inga underarter finns listade i Catalogue of Life.